# Epicho
Epicho, o Abohor, (in greco Επηχώ?; in turco Cihangir) è un villaggio situato de facto nel distretto di Lefkoşa della Repubblica Turca di Cipro del Nord, e de jure del distretto di Nicosia della Repubblica di Cipro. Anche prima del 1974 il villaggio era abitato esclusivamente da turco-ciprioti. 
Epicho nel 2011 aveva 961 abitanti.

## Geografia fisica
Epicho è un villaggio turco-cipriota situato nella regione Kythrea/Değirmenlik del distretto di Nicosia, sedici chilometri a nord-est della capitale Nicosia e due chilometri a nord-ovest di Exometochi/Düzova.

## Origini del nome
Per quanto riguarda l'origine del nome, attualmente esistono due ipotesi: una sostiene che il nome derivi da apohorisi, che significa "diventare lontano" in greco e il secondo sostiene che esso derivi da Âb- ı hurdenî, che significa "acqua potabile" in persiano (Erciyas 2010:56-57). Fino al 1958 i turco-ciprioti usavano il nome Abohor, ma poi cambiarono il nome in Cihangir, che significa "conquistatore del mondo".

## Società

### Evoluzione demografica
Epicho è sempre stato abitato esclusivamente da turco-ciprioti. Sebbene la popolazione del villaggio abbia fluttuato nei primi decenni del XX secolo, è aumentata costantemente da 319 abitanti nel 1891 a 555 nel 1960.
Nessuno fu sfollato da questo villaggio durante le lotte intercomunitarie degli anni '60. Tuttavia, durante quel periodo, il villaggio servì come importante centro di accoglienza per molti turco-ciprioti sfollati che erano fuggiti da villaggi vicini come Palaikythro/Balıkesir e Neo Chorio/Minareliköy. Secondo Richard Patrick, nel 1971 c'erano ancora 109 turco-ciprioti sfollati residenti nel villaggio.
Attualmente Epicho è abitato solo dai suoi abitanti originali. Ci sono alcuni operai turchi residenti a Epicho/Cihangir che lavorano nella zona industriale di recente sviluppo (nei primi anni 2000), che si trova non lontano dal villaggio. Il censimento turco-cipriota del 2006 aveva fissato la popolazione del villaggio a 929 persone.